# Nat (esprit)
Pour les articles homonymes, voir Nat.

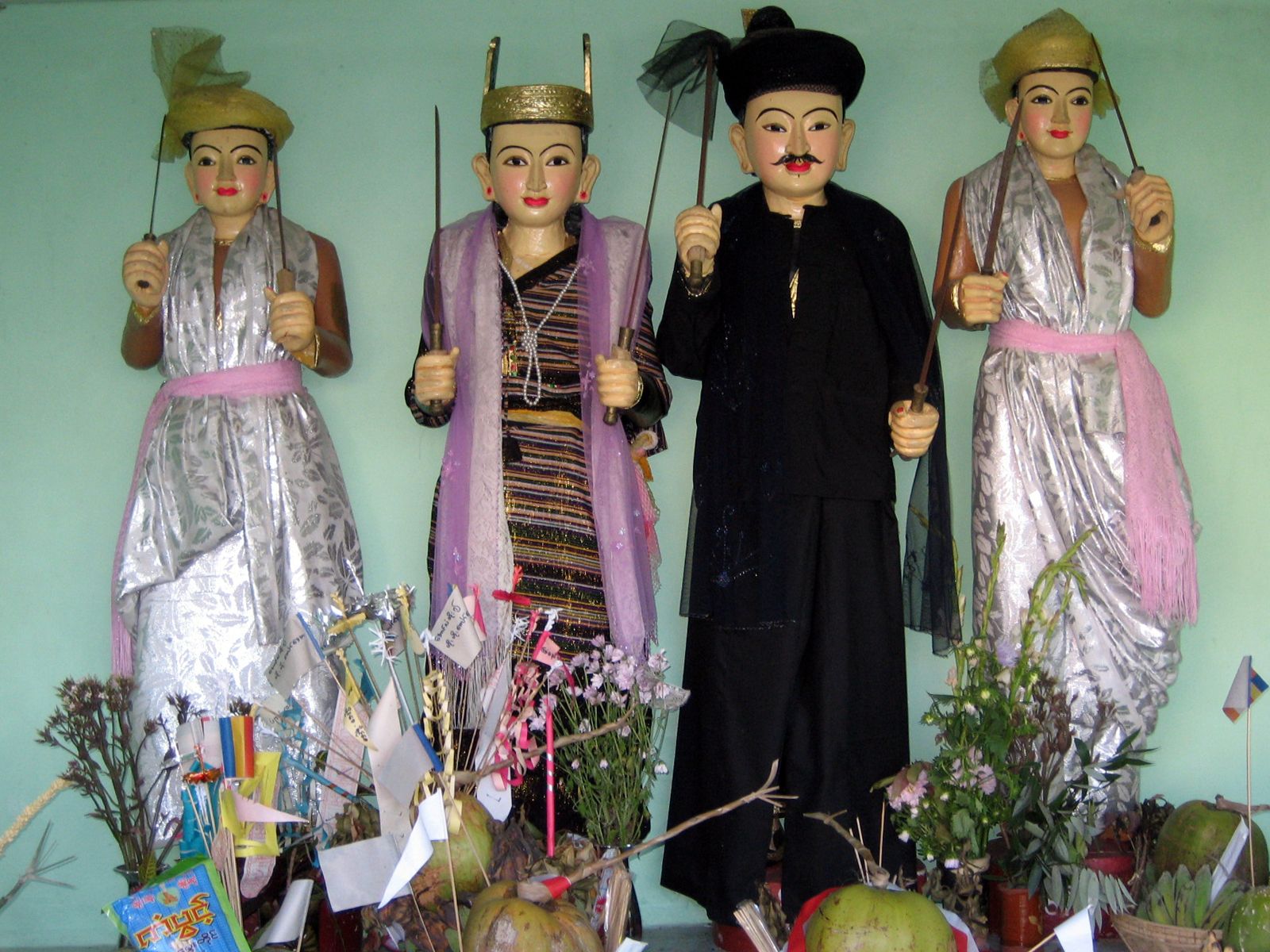
Statuettes de Nats à Taunggyi (2008)

Les nats (birman နတ် API : /naʔ/) sont des esprits vénérés en Birmanie (Union du Myanmar) depuis une très haute antiquité, en parallèle avec le bouddhisme. Ils se répartissent entre 37 Grands Nats et tous les autres (divinités des eaux, des arbres, du foyer, etc.) La plupart des 37 Grands Nats sont des êtres humains qui ont connu une mort violente (sein-thei, littéralement « mort verte »). Ils sont de deux types : les nats inférieurs sont des Devas des six cieux inférieurs, les nats supérieurs procèdent des six domaines supérieurs. Un peu comme les Saints du christianisme, les nats peuvent obtenir cet état pour diverses raisons.
Le culte des Nats est moins répandu en zone urbaine qu'à la campagne, et il est surtout pratiqué par l'ethnie Birmane. De nombreuses maisons abritent un nat sin ou nat ein, qui sont essentiellement des autels des nats. Les villages sont souvent protégés par un nat. Une noix de coco (nat oun) est souvent pendue au pilier central (birman ဥရူတုိင္‌) de la maison, habillée d'un gaungbaung et entourée d'encens : c'est une offrande au nat Min Mahagiri (Seigneur de la Grande Montagne).

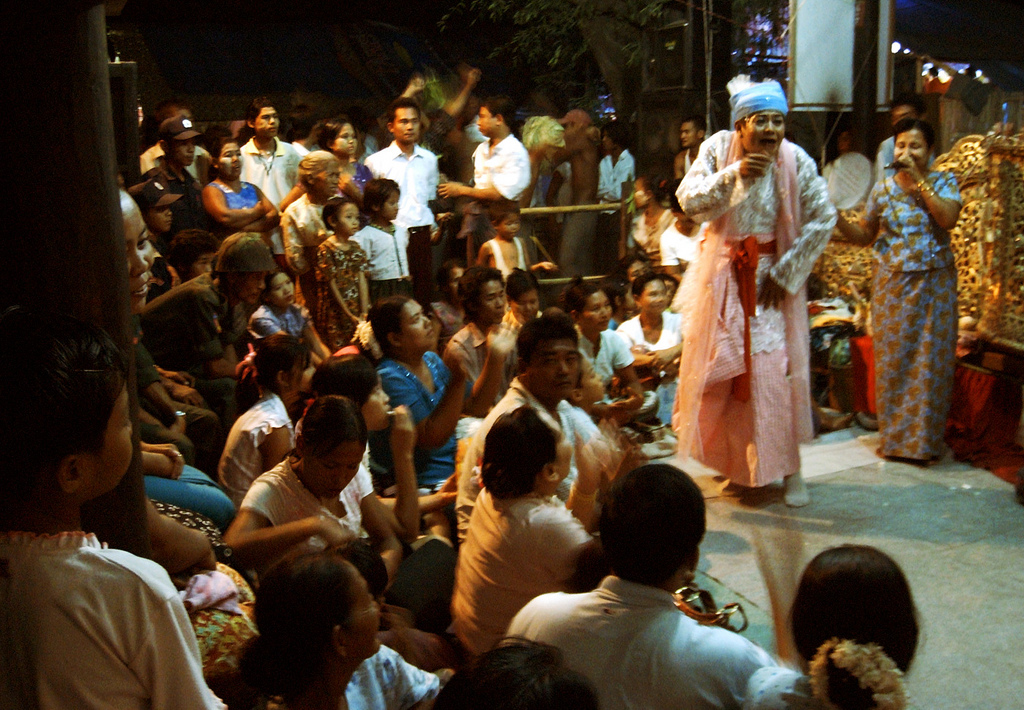
Nat pwè à Amarapura (2008)

Les Nats ont des caractéristiques humaines, des désirs et des besoins, ce qui est considéré comme une faille dans le bouddhisme traditionnel. Au cours des nat pwè, fêtes destinées à les apaiser, les nat kadaw (ou nat-gadaw : maîtresses ou médiums des nats) dansent et incarnent leur esprit durant des transes. Le rôle de nat kadaw est souvent rempli par des travestis. La musique, interprétée par un orchestre (saing waing), augmente l'effet du nat pwè et de nombreux assistants entrent en transe.

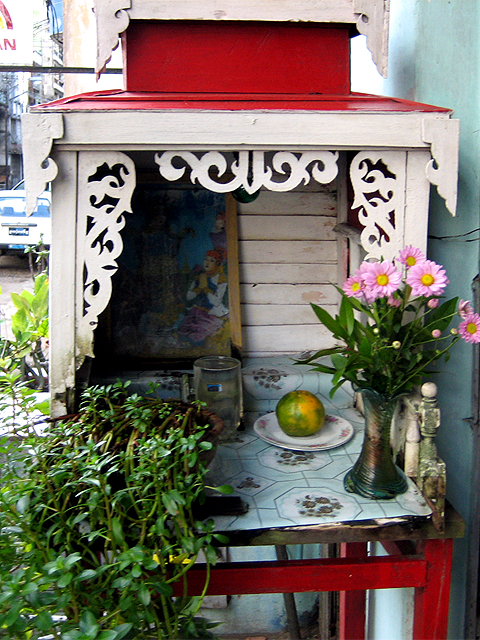
Nat ein (autel pour les nats) à Rangoon (2005)

Le culte des nats a précédé l'introduction du bouddhisme en Birmanie. Comme ailleurs en Asie du Sud-Est, il a été fondu dans celui-ci, donnant naissance à une religion syncrétique où Bouddha est le plus grand des nats et où ceux-ci ont veillé sur sa naissance.
Le plus important lieu de pèlerinage pour les nats est le Mont Popa, un volcan éteint situé à 50 km de Bagan, au sommet duquel de nombreux temples abritent des reliques.

## Liste des 37 nats
Le roi Anawrahta (règne 1044-1077) créa la première liste officielle de 37 nats, après avoir constaté qu'il ne pouvait mettre fin à leur culte. Le panthéon actuel est surtout constitué de membres des anciennes familles royales de Birmanie, mais compte aussi des nats d'origine thaï (Yun Bayin, ancien roi du Lanna) et shan (Maung Po Tu). Ce sont, dans l'ordre officiel :
1. Thagyamin (birman သိက္ရား), le roi des Nats, identifié avec le deva Śakra et la divinité hindoue Indra[3]. Il est souvent représenté debout sur un éléphant blanc à trois têtes, et tenant une conque dans une main et un chasse-mouche dans l'autre[3].

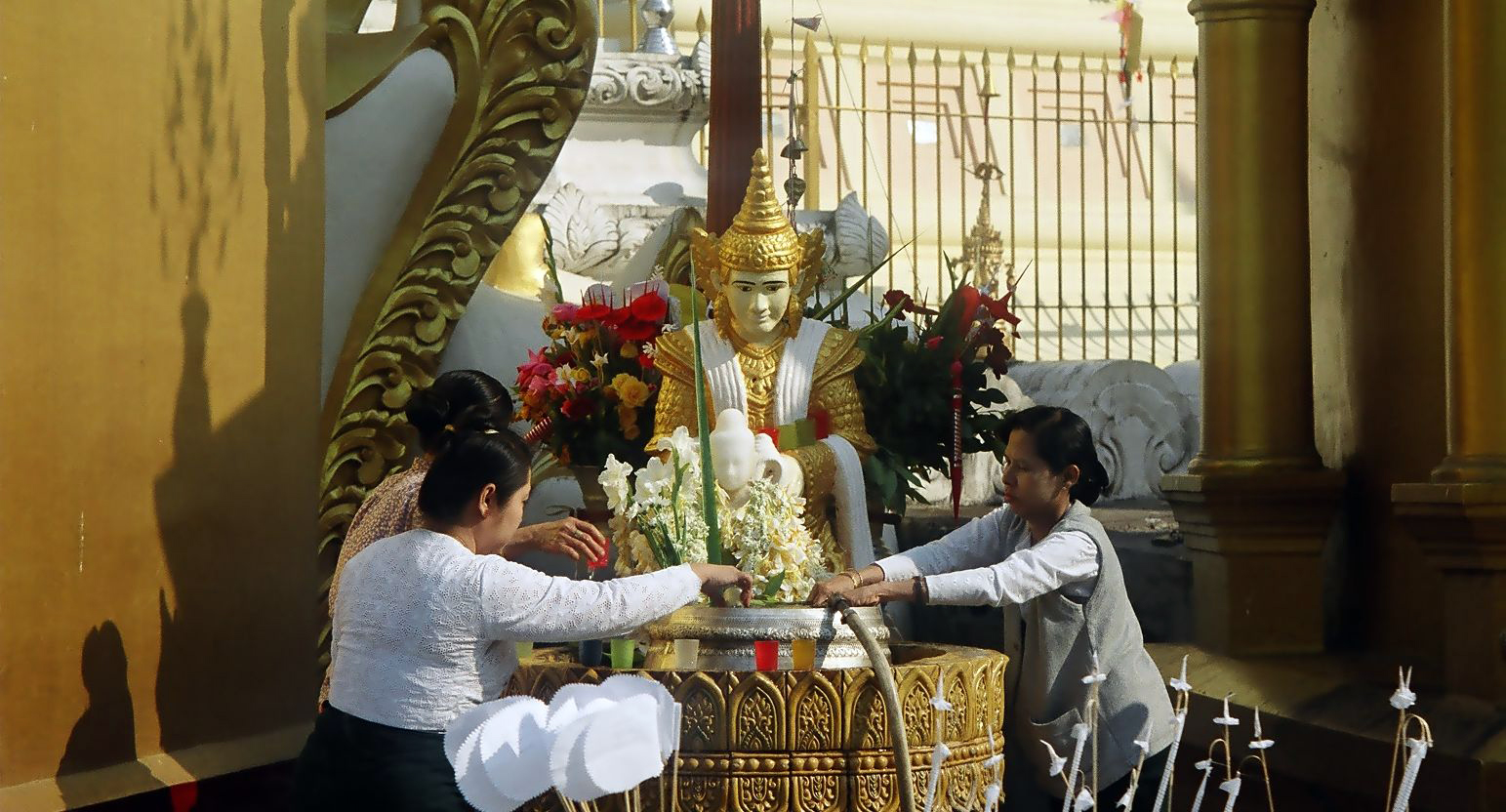
Un nat à la pagode Shwedagon de Rangoon (2005).

2. Mahagiri (မဟာဂီရိး)
3. Hnamadawgyi (န္ဟမေတာ္‌က္ရီး)
4. Shwenabay (ရ္ဝ္ဟေနဘေ)
5. Thonbanhla (သုံးဘန္‌လ္ဟ)
6. Taungoo Mingaung (ေတာင္‌ငူမင္‌းခောင္)
7. Mintara (မင္‌းတရား) Un nat à la pagode Shwedagon de Rangoon (2005). Un nat à Pégou (2005).
8. Thandawgan (သံတော္‌ခံ)
9. Shwenawrahta (ရ္ဝ္ဟေနော္‌ရထာ)
10. Aungzaw Magyi (ေအာင္‌စ္ဝာမက္ရီး)
11. Nga zishin (ငားစိးရ္ဟင္)

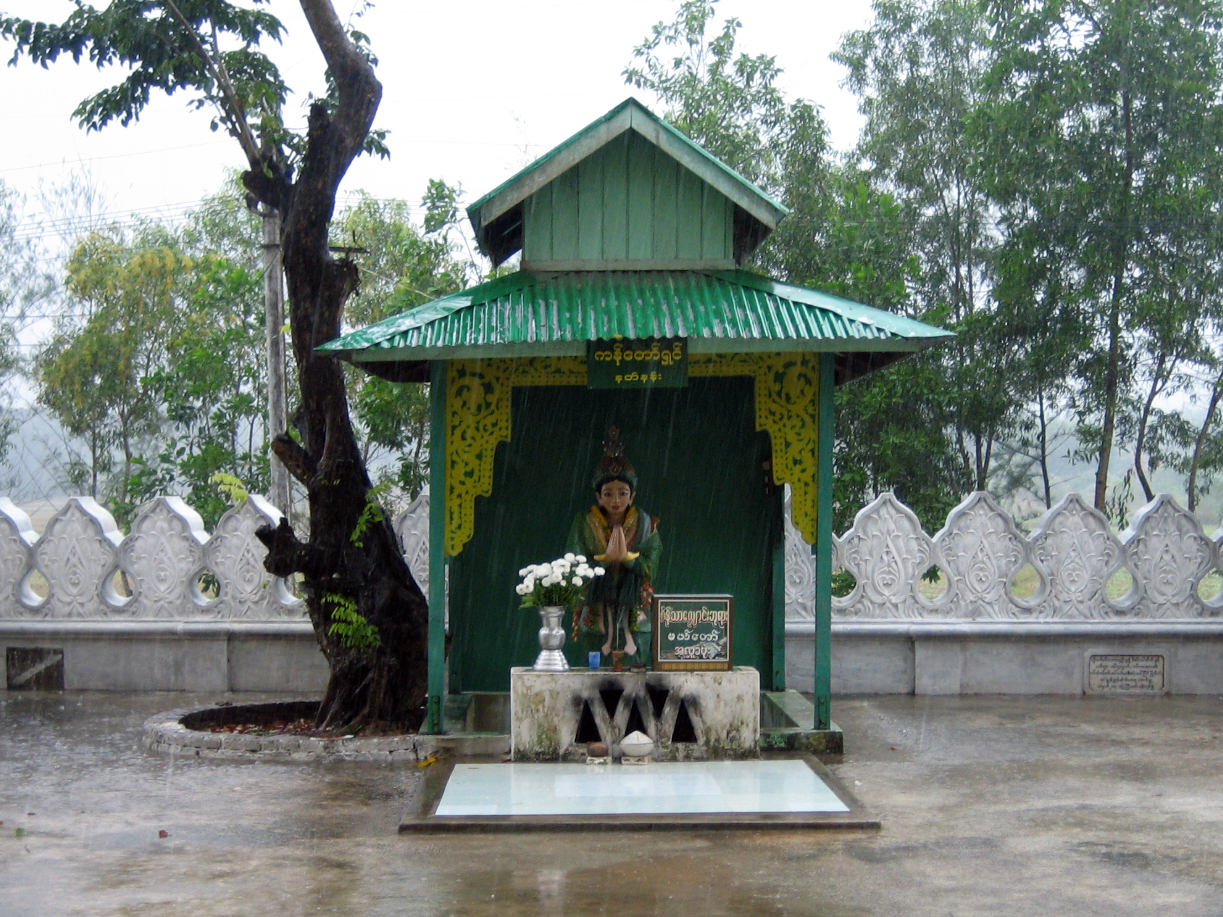
Un nat à Pégou (2005).

12. Aungpinle Hsinbyushin (ေအာင္‌ပင္‌လယ္‌ဆင္‌ဖ္ရုရ္ဟင္‌)
13. Taungmagyi (ေတာင္‌မက္ရီး)
14. Maung Minshin (ေမာင္‌မင္‌းရ္ဟင္‌)
15. Shindaw (ရ္ဟင္‌ေတာ္)
16. Nyaung Gyin (ေညာင္‌က္ယင္‌း)
17. Tabinshwehti (တဗင္‌ရ္ဝ္ဟေထီး)
18. Minyè Aungdin (မင္‌းရဲအောင္‌တင္)
19. Shwe Sitpin (ရ္ဝ္ဟေစစ္‌ပင္‌)
20. Medaw Shwezaga (မယ္‌ေတာ္‌ရ္ဝ္ဟေစကား)
21. Maung Po Tu (ေမာင္‌ဘုိးတူ)
22. Yun Bayin (ယ္ဝန္‌းဘုရင္‌)
23. Maung Minbyu (ေမာင္‌မင္‌းပ္ရု)
24. Mandalay Bodaw (မန္တလေးဘုိးတော္)
25. Shwehpyin Naungdaw (ရ္ဝ္ဟေဖ္ယင္‌းနောင္‌တော္)
26. Shwehpyin Nyidaw (ရ္ဝ္ဟေဖ္ယင္‌းညီတော္‌)
27. Mintha Maungshin (မင္‌းသားမောင္‌ရ္ဟင္‌)
28. Htibyusaung (သိးဖ္ရုေဆာင္‌း)
29. Htibyusaung Medaw (သီးဖ္ရူဆောင္‌းမယ္‌တော္‌)
30. Bayinma Shin Mingaung (ဘုရင္‌မရ္ဟင္‌မင္‌ခောင္‌)
31. Min Sithu (မင္‌းစည္‌သူ)
32. Min Kyawzwa (မင္‌းက္ယော္‌စ္ဝာ)
33. Myaukhpet Shinma (|ေမ္ရာက္‌ဘက္‌ရ္ဟင္‌မ)
34. Anauk Mibaya (အေနာက္‌မိဘုရား)
35. Shingon (en) (ရ္ဟင္‌ကုန္‌း)
36. Shingwa (ရ္ဟင္‌က္ဝ)
37. Shin Nemi (ရ္ဟင္‌နဲမိ)